# Udea tritalis
Udea tritalis is een vlinder uit de familie van de grasmotten (Crambidae), uit de onderfamilie van de Spilomelinae. De wetenschappelijke naam van deze soort is voor het eerst voorgesteld als Botys tritalis door Hugo Theodor Christoph in een publicatie uit 1881. De spanwijdte bedraagt 22 millimeter.
De soort komt voor in het Russische Verre Oosten, Noord-China, Zuid-Korea en Japan.